# Речовий позов
Речовий позов (лат. actio in rem, vindicatio) — це позов, який є позадоговірною вимогою власника до третіх осіб про усунення порушення його права на річ. Позивач домагається, щоб суд визнав його речове право, щоб відповідач підкорився цьому визнанню і видав утримувану річ, перестав заважати користуватися річчю і т. д. Відповідачем по речовому позову може бути будь-яка особа, що порушує речове право; якщо відповідач не оспорює самого права, то можливі особисті позови (actio in personam) про винагороду за пошкоджену річ, про повернення речі, про збитки і т. д., але не речовий позов, тому що призначення останнього — захищати право на річ.

## Види речових позовів
- Віндикаційний позов
- Негаторний позов
- Позов про визнання речового права
- Позов про зняття з речі арешту